# Kurt Elsasser
Kurt Elsasser (Wagna, 14 luglio 1967) è un cantante e musicista austriaco.

## Biografia
Ha inciso il suo primo singolo nel 1980, a 13 anni: una cover della popolare canzone La Montanara, inserita poi nell'album omonimo pubblicato lo stesso anno.
Per tutti gli anni 80 Elsasser ha pubblicato diversi dischi sempre oscillando tra pop e schlager. Dal 1992 si cimenterà esclusivamente in quest'ultimo genere, di cui è a tutt'oggi uno dei re incontrastati con 300 brani entrati nelle classifiche austriache, svizzere e tedesche.
Ha raggiunto il suo più grande successo nel 2007, grazie a un album di duetti con Nadja Abd el Farrag, Weisse Pferde.

## Discografia

### Album
- 1980: La Montanara
- 1981: Ich heiße Kurti Elsasser
- 1982: Bunte Welt
- 1983: Ich wünsche mir
- 1985: Auch ich werd mal 17
- 1991: Du warst die längste Zeit allein
- 1992: Alles aus Liebe
- 1993: Komm sei lieb zu mir
- 199?: Ich danke Dir
- 1996: Lass Mich Dein Freund Sein
- 1997: Tausend Wege führ'n in's Paradies
- 2004: Hallo wie gehts
- 2007: Weisse Pferde (con Nadja Abd el Farrag)
- 2013: Wieder im Leben